# Roseraie de Bagatelle
La roseraie de Bagatelle (en català, roserar de Bagatelle), situada al parc de Bagatelle a París (Bosc de Boulogne) és un dels roserars més importants i més antics de França. Es va crear el 1905, i l'administra de dels inicis la ciutat de París. Cada any al juny s'hi celebra el Concours international de roses nouvelles de Bagatelle.
Aquest roserar és l'un de les cinc col·leccions de rosers, de França, etiquetada com a «col·lecció nacional» pel  Conservatori de les col·leccions vegetals especialitzades.

## Descripció

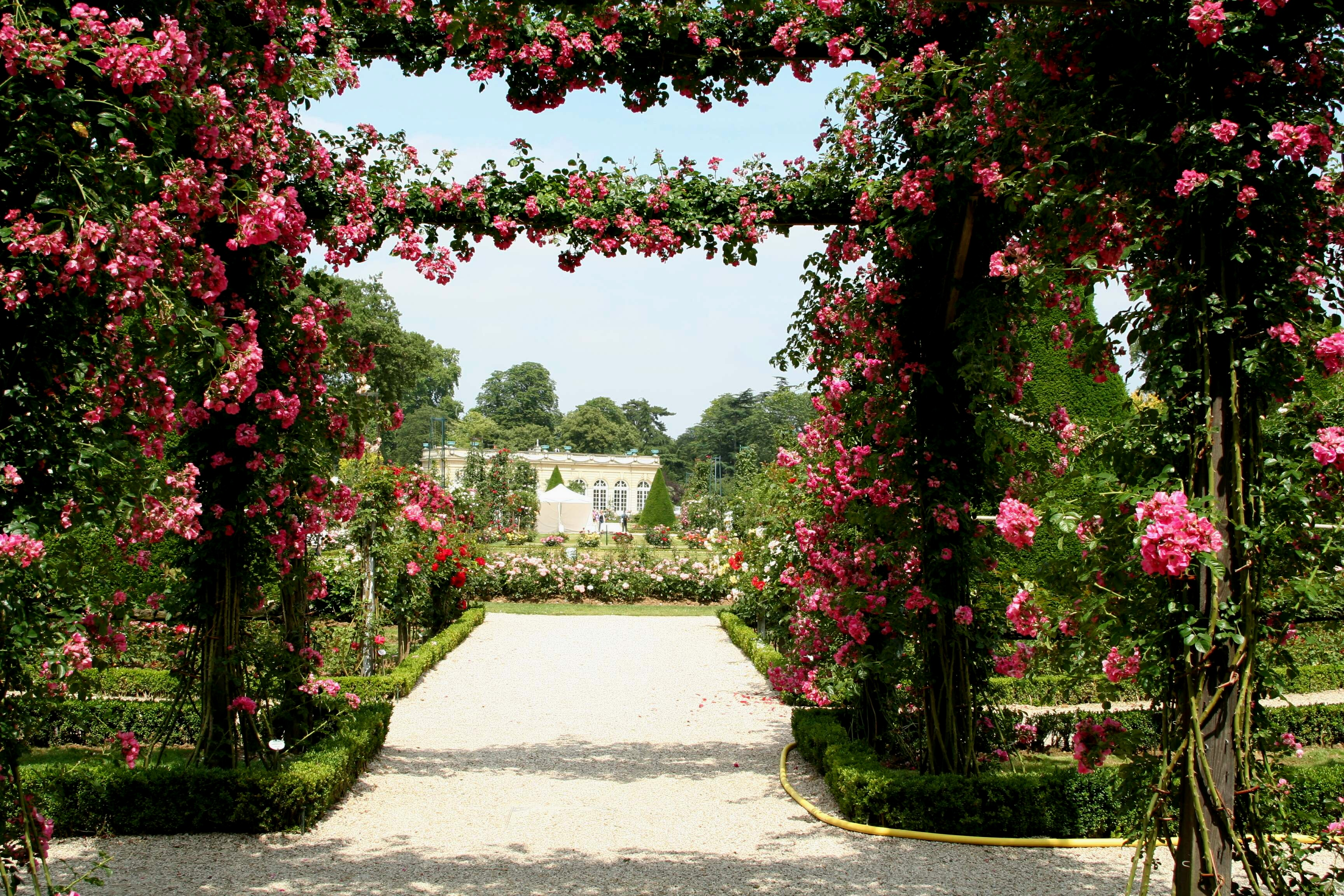
El roserar clàssic, al fons lorangerie

El roseraie de Bagatelle compta aproximadament 9500 rosers representant aproximadament 1100 varietats. Presenta a més les espècies i les cultivars de nombrosos híbrids de Rosa luciae conreats més sovint.

## Històric

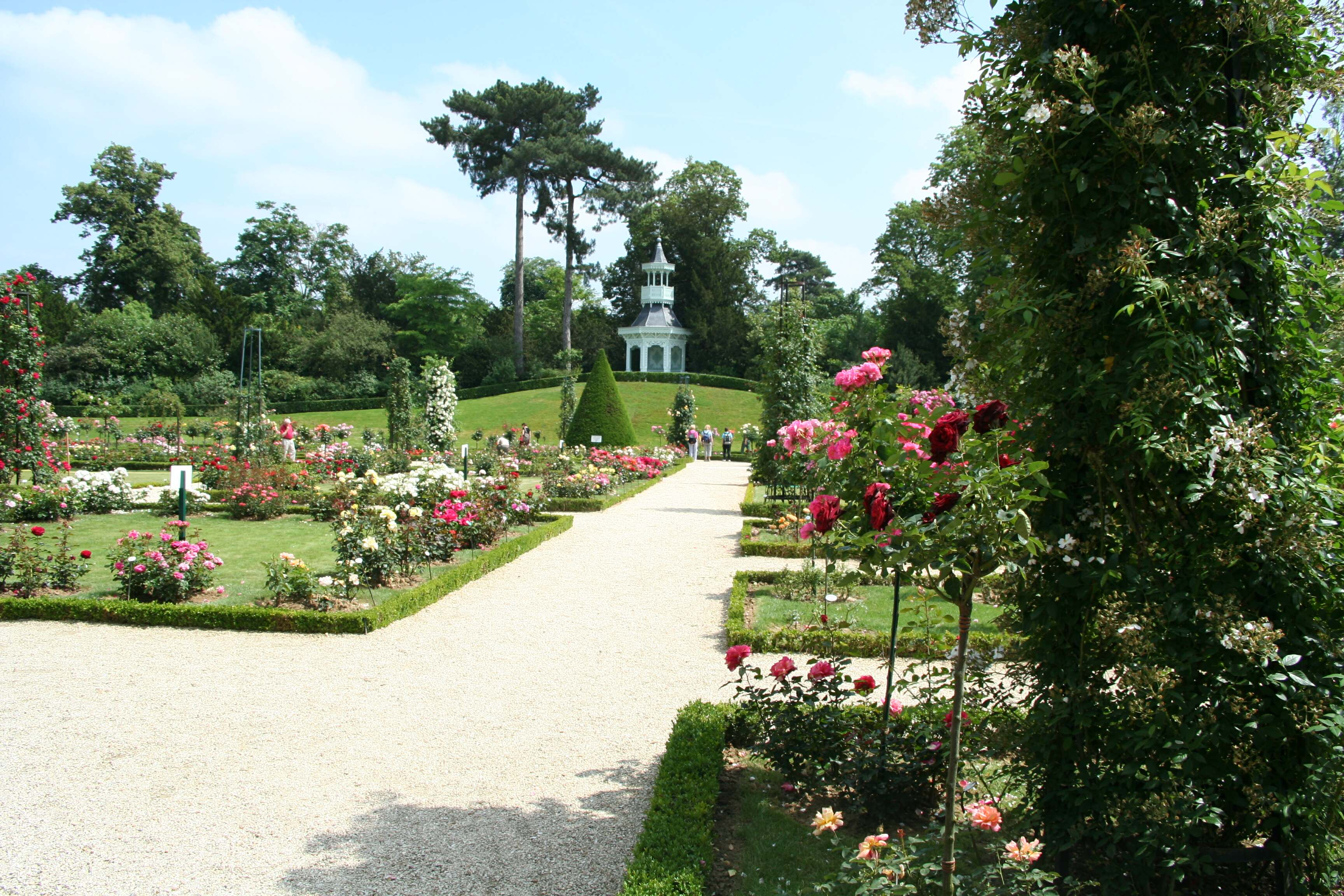
El roserar clàssic i el quiosc

El parc de Bagatelle ha estat recomprat per la Ciutat de París el 1905. El conservador dels  jardins de París, Jean Claude Nicolas Forestier encarregat de la seva rehabilitació s'ha dedicat a fer del parc un jardí de col·leccions botàniques, sense destruir l'harmonia de les disposicions precedents. Ha transformat les zones de vivers del parc en jardins de presentació, per exposar-hi col·leccions de diverses flors i entre aquestes col·leccions, el cèlebre roserar de Bagatelle.

## Activitat
D'ençà 1907 té lloc cada any el Concours international de roses nouvelles de Bagatelle.